# Sankt Florian (Linz-Land)
Sankt Florian é um município da Áustria localizado no Linz-Land, no estado de Alta Áustria.